# Senátní obvod č. 69 – Frýdek-Místek
Senátní obvod č. 69 – Frýdek-Místek je podle zákona č. 247/1995 Sb. tvořen západní částí okresu Frýdek-Místek, ohraničenou na východě obcemi Kaňovice, Bruzovice, Pazderna, Horní Domaslavice, Vojkovice, Dobratice, Nižní Lhoty, Janovice, Krásná, Pražmo a Staré Hamry.
Současnou senátorkou je od roku 2020 Helena Pešatová za hnutí STAN.

## Senátoři

Věra Vašínková
František Kopecký
Eva Richtrová
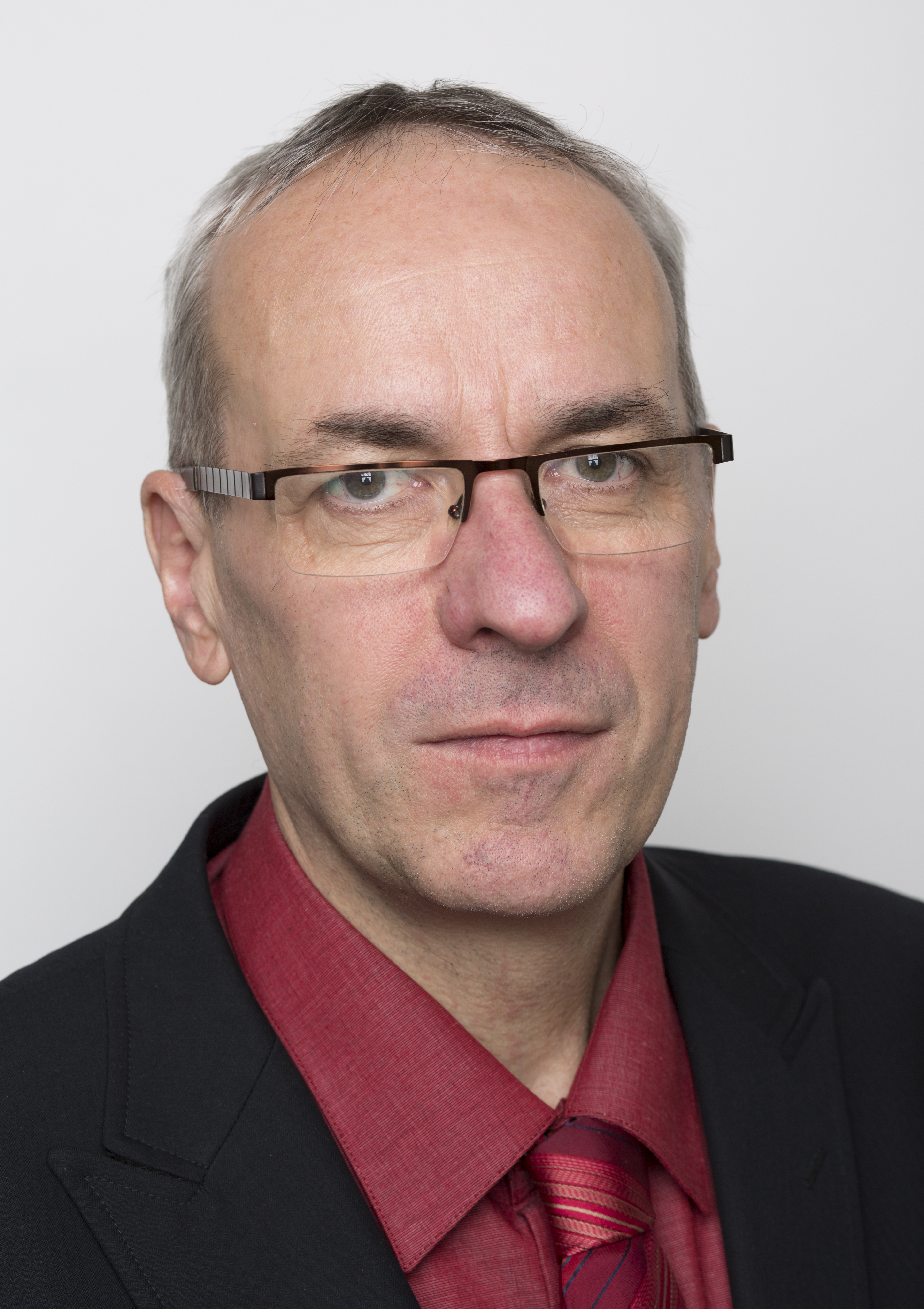
Jiří Carbol
Helena Pešatová

| Volby | Volby | Senátor                | Volební strana | Navrhující strana | Politická příslušnost | Odkaz  |
| ----- | ----- | ---------------------- | -------------- | ----------------- | --------------------- | ------ |
|       | 1996  | Věra Vašínková         | ČSSD           | ČSSD              | ČSSD                  | profil |
|       | 2002  | Ing. František Kopecký | ODS            | ODS               | ODS                   | profil |
|       | 2008  | Ing. Eva Richtrová     | ČSSD           | ČSSD              | ČSSD                  | profil |
|       | 2014  | Ing. Jiří Carbol       | KDU-ČSL        | KDU-ČSL           | KDU-ČSL               | profil |
|       | 2020  | RNDr. Helena Pešatová  | STAN           | STAN              | BEZPP                 | profil |

## Volby

### Rok 1996
| Kandidát              | Volební strana | Navrhující strana | Politická příslušnost | Počet hlasů (1. kolo) | %     | Počet hlasů (2. kolo) | %     |
| --------------------- | -------------- | ----------------- | --------------------- | --------------------- | ----- | --------------------- | ----- |
| Věra Vašínková        | ČSSD           | ČSSD              | ČSSD                  | 10 184                | 28,32 | 19 717                | 52,46 |
| Ing. Jan Káš          | ODS            | ODS               | ODS                   | 13 401                | 37,27 | 17 870                | 47,54 |
| Ing. Oldřich Pospíšil | KSČM           | KSČM              | KSČM                  | 5 869                 | 16,32 | —                     | —     |
| PhDr. Zdeněk Stolař   | ODA            | ODA               | ODA                   | 5 550                 | 15,43 | —                     | —     |
| Miloslav Komínek      | PA             | PA                | PA                    | 955                   | 2,66  | —                     | —     |

### Rok 2002
| Kandidát               | Volební strana | Navrhující strana | Politická příslušnost | Počet hlasů (1. kolo) | %     | Počet hlasů (2. kolo) | %     |
| ---------------------- | -------------- | ----------------- | --------------------- | --------------------- | ----- | --------------------- | ----- |
| Ing. František Kopecký | ODS            | ODS               | ODS                   | 5 968                 | 22,62 | 20 228                | 56,77 |
| Mgr. Ivan Vrba         | KSČM           | KSČM              | KSČM                  | 5 537                 | 20,99 | 15 401                | 43,22 |
| Pavol Lukša            | KDU-ČSL        | KDU-ČSL           | KDU-ČSL               | 5 146                 | 19,51 | —                     | —     |
| Věra Vašínková         | ČSSD           | ČSSD              | ČSSD                  | 4 996                 | 18,94 | —                     | —     |
| PhDr. Zdeněk Stolař    | ODA            | ODA               | ODA                   | 2 590                 | 9,81  | —                     | —     |
| JUDr. Lev Mojžíšek     | NK             | NK                | BEZPP                 | 1 053                 | 3,99  | —                     | —     |
| Hans Postl             | NK             | NK                | BEZPP                 | 554                   | 2,10  | —                     | —     |
| Dagmar Lahnerová       | MODS           | MODS              | MODS                  | 532                   | 2,01  | —                     | —     |

### Rok 2008
| Kandidát               | Volební strana | Navrhující strana | Politická příslušnost | Počet hlasů (1. kolo) | %     | Počet hlasů (2. kolo) | %     |
| ---------------------- | -------------- | ----------------- | --------------------- | --------------------- | ----- | --------------------- | ----- |
| Ing. Eva Richtrová     | ČSSD           | ČSSD              | ČSSD                  | 18 519                | 41,86 | 23 224                | 68,22 |
| Ing. František Kopecký | ODS            | ODS               | ODS                   | 9 891                 | 22,35 | 10 816                | 31,77 |
| Ing. Svatomír Recman   | KSČM           | KSČM              | KSČM                  | 7 154                 | 16,17 | —                     | —     |
| Ing. Petr Hartmann     | KDU-ČSL        | KDU-ČSL           | KDU-ČSL               | 5 900                 | 13,33 | —                     | —     |
| Ing. Libor Tobola      | NEZ/DEM        | NEZ/DEM           | BEZPP                 | 2 773                 | 6,26  | —                     | —     |

### Rok 2014
| Kandidát                | Volební strana | Navrhující strana | Politická příslušnost | Počet hlasů (1. kolo) | %     | Počet hlasů (2. kolo) | %     |
| ----------------------- | -------------- | ----------------- | --------------------- | --------------------- | ----- | --------------------- | ----- |
| Ing. Jiří Carbol        | KDU-ČSL        | KDU-ČSL           | KDU-ČSL               | 8 072                 | 21,94 | 10 797                | 56,01 |
| Bc. Jiří Hájek          | ČSSD           | ČSSD              | ČSSD                  | 7 219                 | 19,62 | 8 479                 | 43,98 |
| Ing. Stanislav Fridrich | ANO            | ANO               | BEZPP                 | 7 082                 | 19,25 | —                     | —     |
| Mgr. Ivan Vrba          | KSČM           | KSČM              | KSČM                  | 4 758                 | 12,93 | —                     | —     |
| Slavomír Bača           | TOP 09, STAN   | TOP 09            | TOP 09                | 4 354                 | 11,83 | —                     | —     |
| MUDr. Martin Adamec     | NMFM           | NMFM              | NMFM                  | 3 356                 | 9,12  | —                     | —     |
| Eva Pastušková          | ODS            | ODS               | ODS                   | 1 948                 | 5,29  | —                     | —     |

### Rok 2020
| Kandidát | Kandidát                    | Volební strana | Navrhující strana | Politická příslušnost | Počet hlasů (1. kolo) | %     | Počet hlasů (2. kolo) | %     |
| -------- | --------------------------- | -------------- | ----------------- | --------------------- | --------------------- | ----- | --------------------- | ----- |
|          | RNDr. Helena Pešatová       | STAN           | STAN              | BEZPP                 | 7 422                 | 20,71 | 7 966                 | 54,03 |
|          | Ing. Jiří Carbol            | KDU-ČSL, NMFM  | KDU-ČSL           | KDU-ČSL               | 7 770                 | 21,69 | 6 775                 | 45,96 |
|          | Radim Bača                  | ANK 2020       | ANK 2020          | BEZPP                 | 4 733                 | 13,21 | —                     | —     |
|          | Bc. Radim Mamula            | ANO            | ANO               | BEZPP                 | 4 686                 | 13,08 | —                     | —     |
|          | Pavol Lukša                 | DV 2016        | DV 2016           | DV 2016               | 2 576                 | 7,19  | —                     | —     |
|          | Karel Deutscher             | ČSSD           | ČSSD              | ČSSD                  | 2 380                 | 6,64  | —                     | —     |
|          | Radomil Bodzsar             | SPD            | SPD               | SPD                   | 1 960                 | 5,47  | —                     | —     |
|          | RNDr. Pavel Olšovský, Ph.D. | VOK            | VOK               | BEZPP                 | 1 528                 | 4,26  | —                     | —     |
|          | Bc. Daniel Pawlas           | KSČM           | KSČM              | KSČM                  | 1 449                 | 4,04  | —                     | —     |
|          | MUDr. Jaroslav Matýs        | Trikolóra      | Trokolóra         | BEZPP                 | 1 318                 | 3,67  | —                     | —     |

## Volební účast
|  | nejvyšší volební účast |  | nejnižší volební účast |

| Rok  | % (1. kolo) | % (2. kolo) |
| ---- | ----------- | ----------- |
| 1996 | 34,49       | 35,77       |
| 2002 | 24,26       | 34,68       |
| 2008 | 42,54       | 29,92       |
| 2014 | 38,79       | 18,80       |
| 2020 | 36,12       | 14,41       |